# Oberstufenschulhaus Paspels

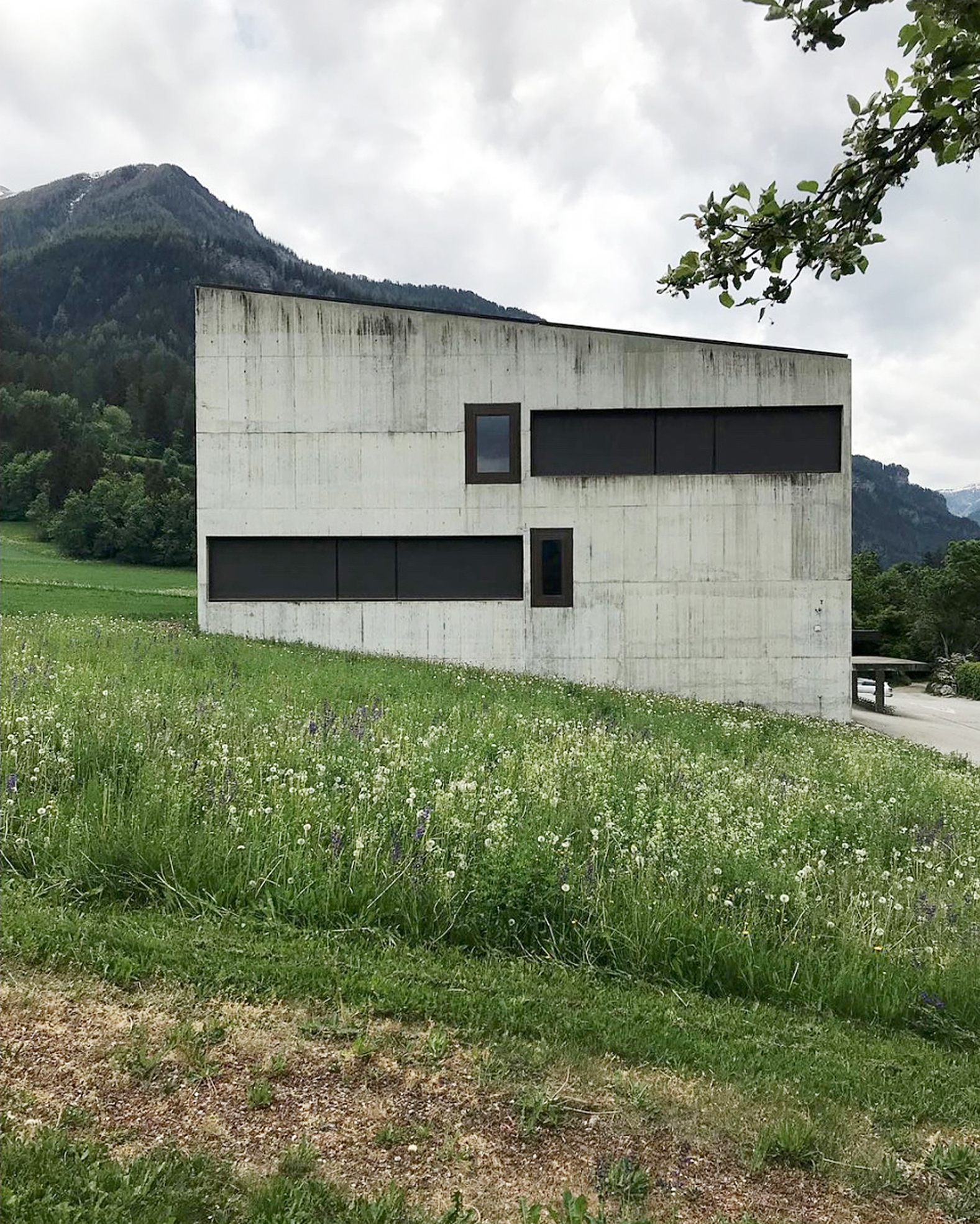
Oberstufenschulhaus Paspels

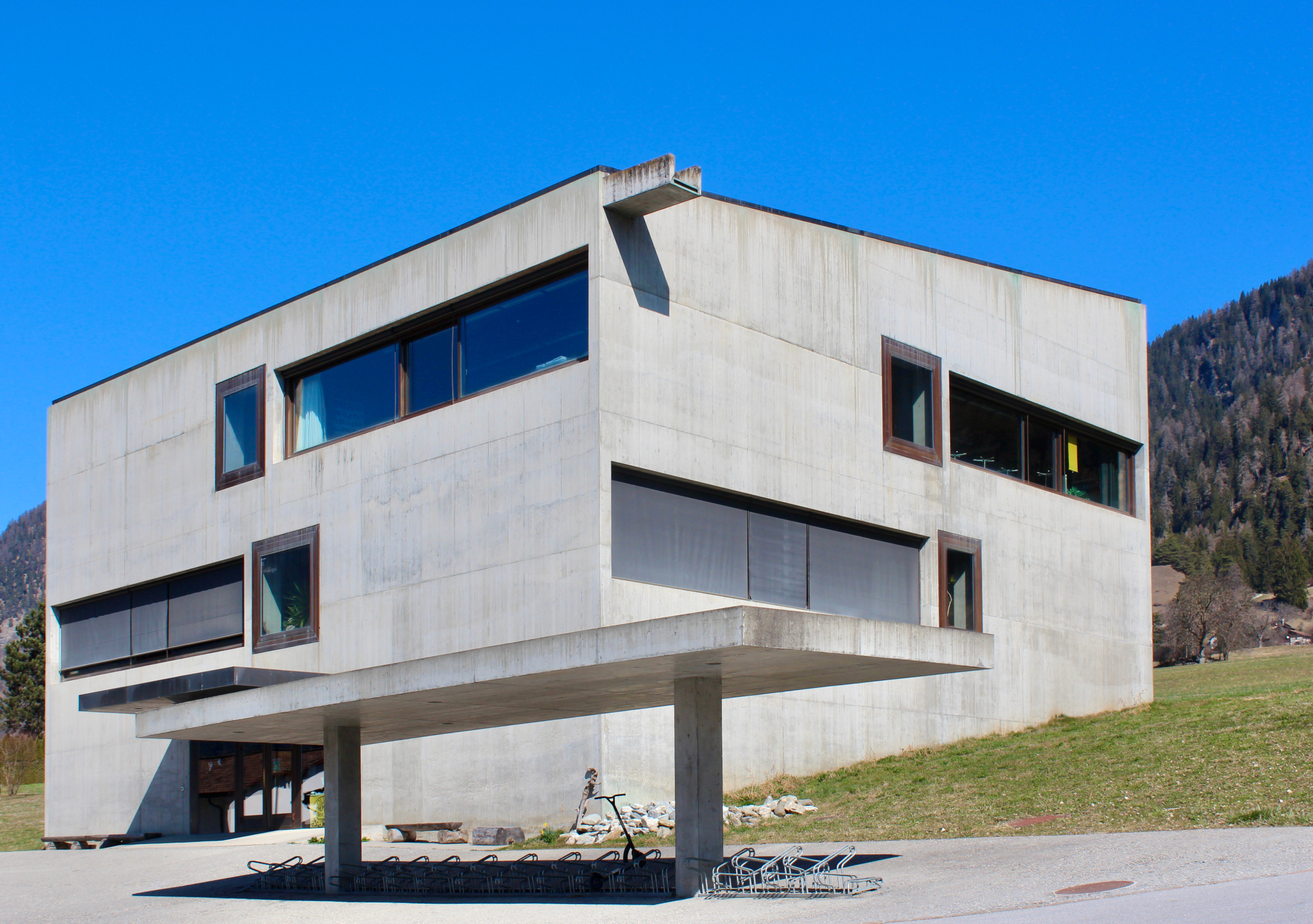
Ansicht von Süden

Das Oberstufenschulhaus Paspels ist ein Oberstufenschulhaus in Paspels im Kanton Graubünden in der Schweiz. Es wurde 1998 nach Plänen von Valerio Olgiati errichtet und steht an der Stradas 4. Die politische Gemeinde Paspels schrieb um 1996 einen Wettbewerb für die Erweiterung des bestehenden Schulhauses aus. In der Jury sassen Rudolf Fontana, Valentin Bearth, Beat Consoni und Fortunat Held. Die Bauzeit war von 1996 bis 1998. Wie ein Fels liegt das neue Schulhaus in den Bergen. Klare und kubische Formen gliedern den Sichtbeton-Baukörper. Die unterschiedliche Behandlung von Verkehrs- und Nutzräumen im Inneren zeigt sich durch seine Fassade. Die tiefen Leibungen verbergen ein hölzernes Klassenzimmer. Hingegen verbergen sich hinter den aussen bündigen Fenstern die Räume des betonierten Treppenhauses und der Pausenhallen. Kreuzförmig ist das Erschliessungssystem angeordnet und ermöglicht so einen natürlichen Lichteinfall aus allen Himmelsrichtungen. Mitarbeiter von Olgiati waren Raphael Zuber, Iris Dätwyler und Gaudenz Zindel. Der Bauingenieur war Gebhard Decasper. Fotografisch dokumentiert wurde das Bauwerk von Heinrich Helfenstein. 1998 erhielt die Schule den Hasen in Bronze, 1999 eine Auszeichnung des Neuen Bauen in den Alpen, 2001 eine Auszeichnung für gute Bauten Graubünden und den Architekturpreis Beton. Um 2000 fotografierte Klaus Kinold das Schulhaus für seine Architekturzeitschrift Bauen in Beton. 2019 wurde das Schulhaus im Rahmen der Kampagne «52 beste Bauten – Baukultur Graubünden 1950–2000» vom Bündner Heimatschutz als eines der besten Bündner Bauwerke erkoren.